# François Mauriac

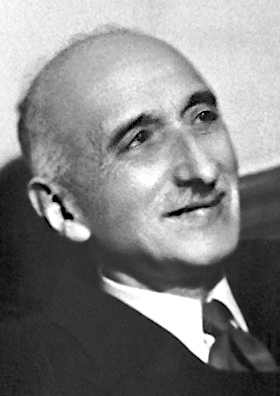
François Mauriac (1952)

François Mauriac (* 11. Oktober 1885 in Bordeaux; † 1. September 1970 in Paris) war ein französischer Schriftsteller.
Der als achter französischer Autor 1952 mit dem Nobelpreis ausgezeichnete Mauriac gilt als einer der bedeutendsten Romanciers der Zeit zwischen den Weltkriegen und als wichtiger Vertreter des 'renouveau catholique', einer sich um 1890 herausbildenden linkskatholischen, d. h. sich an der katholischen Soziallehre orientierenden Bewegung.

## Leben und Schaffen

### Jugendzeit und literarische Anfänge
Mauriac wuchs als fünftes und jüngstes Kind einer gutsituierten Familie in Bordeaux auf und wurde nach dem frühen Tod seines Vaters von seiner frommen Mutter geprägt. Seine Schulzeit verbrachte er auf katholischen Privatschulen. Der erste von ihm als Vorbild bewunderte Autor war der katholisch-konservativ-patriotische Romancier Maurice Barrès. Mit 18 jedoch sah er sich mit den sozialen Problemen seiner Zeit konfrontiert und entwickelte eine der Amtskirche reserviert gegenüberstehende Religiosität.
Nach einem Literaturstudium in Bordeaux, das er mit der licence abschloss, wurde er 1908 an der traditionsreichen Pariser École des Chartes für ein Aufbaustudium zum Archivar zugelassen. Er brach dieses aber ab und widmete sich der Literatur und dem literarischen Journalismus.
Er debütierte mit pathetisch-frommen Gedichten, deren Sammelausgabe Les mains jointes (Die gefalteten Hände, 1909) einen Achtungserfolg erzielte. 1911 folgte die Lyriksammlung Adieu à l'adolescence (Abschied von der Jugend). Hiernach wechselte er die Gattung und veröffentlichte 1913 seinen ersten Roman, L'Enfant chargé de chaînes (Das mit Ketten beladene Kind), dem schon 1914 der nächste folgte, La Robe prétexte (Das Gewand des Jünglings).
1913 heiratete er (und wurde in rascher Folge dreimal und später noch ein viertes Mal Vater). 1914–1917 nahm er als Sanitäter am Ersten Weltkrieg teil, bis er sich beim Einsatz auf dem Balkan eine fiebrige Erkrankung (Malaria?) zuzog und ausgemustert wurde.

### Die Zeit des Erfolges
Zurück in Paris, publizierte er eine ganze Reihe von Romanen, die seinen Ruhm begründeten und ihm 1933 die Aufnahme in die Académie française verschafften.
Die bekanntesten dieser Romane waren (alle Titel sind hier wie schon oben wörtlich übersetzt und entsprechen nicht immer denen der unten aufgeführten deutschen Ausgaben): La Chair et le Sang (Das Fleisch und das Blut, 1920), Préséances (Gebührende Vortritte, 1921), Le Baiser au lépreux (Das Küssen des Aussätzigen, 1922), Génitrix (1923), Le Désert de l'amour (Die Wüste der Liebe, 1925), Thérèse Desqueyroux (1927), Nœud de vipères (Natternknoten, 1932), Le Mystère Frontenac (Das Geheimnis Frontenac, 1933).
Die Handlungen spielen meist in einem dem Autor wohlbekannten Milieu gutbetuchter Grundbesitzer und Geschäftsleute in der südwestfranzösischen Provinz, d. h. einer Sozialkategorie, die nach dem Weltkrieg wirtschaftlich stagnierte oder gar von der Substanz zehrte und entsprechend auf sich selbst fixiert lebte. Ein zentrales Thema sind Ehekrisen, die sich daraus ergeben, dass nicht nur die Frauen, sondern auch die Männer die Sexualität als unrein und lästig erleben. Ein anderes Thema ist der bis zum Psychoterror gehende Konformitätsdruck im engen Kreis der den Schein von Ehrbarkeit hütenden Familien.
1932 musste Mauriac an einem Kehlkopfkrebs operiert werden, was ihm die heisere Stimme einbrachte, die eines seiner Markenzeichen als Radiokommentator wurde.
1937 versuchte er sich erfolgreich auch als Theaterautor mit Asmodée, konnte aber mit seinen weiteren Stücken Les mal aimées (Die Ungeliebten, 1945), Le Passage du Malin (Der Besuch des Teufels, 1947) und Le Feu sur la terre (Feuer auf der Erde, 1950) den Erfolg nicht wiederholen. Sein hauptsächliches Genre blieb der Roman, wobei er nach den oben aufgeführten noch etwa 10 weitere verfasste, die jedoch keine große Resonanz mehr fanden in dem sich politisch und sozial rasant verändernden Frankreich der späten 30er und der 40er Jahre.

### Der Publizist
Wenn Mauriac dennoch seine Position als bekannter und geachteter Intellektueller halten konnte, so vor allem, weil er zunehmend sein als Romancier gewonnenes Prestige auch publizistisch einsetzte und sich als linkskatholischer Antifaschist mit politischen Artikeln engagierte. Mitte der 30er Jahre nahm er z. B. Stellung gegen den Abessinienkrieg Mussolinis und den Putsch General Francos, was ihm nach der Machtübernahme Marschall Pétains 1940 Schwierigkeiten eintragen sollte. Folgerichtig schloss er sich der anti-pétainistischen und antideutschen Widerstandsbewegung an, die er unter dem Pseudonym „Forez“ journalistisch unterstützte.
Nach der Befreiung von der deutschen Besatzung wurde er zum Offizier der Ehrenlegion ernannt, ging aber bald auf Distanz zu den neuen Regierenden und betätigte sich als christlich-humanitärer Kämpfer gegen Unrecht jeder Art. So tadelte er 1944/45 die summarischen Gerichtsverfahren, in denen „collabos“ (ehemalige Kollaborateure mit den deutschen Besatzern) abgeurteilt wurden, und rügte die grausame Repression und die Kriege, mit denen Frankreich nach 1945 seine Kolonialgebiete in Südostasien und in Afrika zu halten versuchte.
Sicher war es auch in Anerkennung seines journalistischen Œuvres, dass ihm 1952 der Nobelpreis zuerkannt wurde.
Während des Algerienkriegs (1954–62) machte Mauriac sich in seinen kritischen Kolumnen (Bloc-notes) im Figaro und im Express für die Unabhängigkeit Algeriens stark und verurteilte die Anwendung von Folter durch die französische Armee.
In seinen späten Jahren verfasste er noch mehrbändige Memoiren und eine Biographie von Charles de Gaulle.

### Nobelpreis für Literatur 1952
Für seine Romane wurde er mit dem Literaturnobelpreis ausgezeichnet, denn sie eröffneten, so das Nobelpreiskomitee, ‚tiefgründige spirituelle Einblicke‘ und ‚ihre künstlerische Leidenschaft‘ durchdringe ‚das Drama der menschlichen Existenz‘.
Seit 1946 fand sich sein Name immer wieder auf der Liste möglicher Nobelpreis-Kandidaten. Seine etwa zehn Romane und Abhandlungen waren damals bereits ins Schwedische übersetzt worden, so dass die Berichterstatter keinen Unbekannten vorstellen mussten. Einige Hauptwerke wie Le désert de l'amour (1925) (D 1927: Die Einöde der Liebe), Génitrix (1923) (D 1928: Der Tod der jungen Frau), Thérèse Desqueyroux (1927) (D 1928: Die Tat der Therese Desqueyroux), Le Nœud de Vipères (1932) (D 1936: Das Natterngezücht) und La Pharisienne (1941) (D 1946: Die Pharisäerin) werden als die Höhepunkte in Mauriacs Romanschaffen bezeichnet.
Seine Werke sind in einer fest umrissenen Landschaft und einem unverwechselbaren Klima verankert: Seine Heimat Bordeaux bilden das Milieu und die Atmosphäre der Romane des Autors und „seine christlichen Frömmigkeit [ist mit dem] Pfeffer des Teuflischen“ versetzt. „Seine ernste und durchdringende, aber nie eigentlich negative Analyse der menschlichen Seele hat etwas Wesentliches zu Literatur beigetragen.“
„Jeder weiß, dass er weniger schlecht sein könnte, als er von Natur aus ist“, das ist der Schlüssel zum Werk Mauriacs. „Es ist mehr als die Frucht einer bis zur Virtuosität getriebenen Manie, wenn sich der Schriftsteller in die Schwächen und Laster der Menschen geradezu hineinstürzt. Selbst wo er die Wirklichkeit schonungslos zergliedert, bewahrt sich Mauriac die letzte Gewissheit einer Barmherzigkeit, die jedes Verstehen übersteigt.“
Er wurde als Literat des französischen Geistes, aber auch als tief im christlichen Glauben Verwurzelter ausgezeichnet, als, wie die Presse notierte, „der katholische Moralist“.
1958 wurde er als auswärtiges Ehrenmitglied in die American Academy of Arts and Letters gewählt.

## Werke (Auswahl)
Autobiographie
- Mémoires intérieurs. Édition 10-18, Paris 2007, ISBN 978-2-264-04325-2
- Nouveaux mémoires intérieurs. Édition 10-18, Paris 2006, ISBN 2-264-04326-1

Briefe
- Georges-Paul Collet (Hrsg.): Correspondance entre François Mauriac et Jacques-Émile Blanche. 1916–1942. Grasset, Paris 1976
- John E. Flowers (Hrsg.): Correspondance 1925–1967. François Mauriac et Jean Paulhan. Selbstverlag, Paris 2001, ISBN 2-912222-15-X

Prosa
- Der Aussätzige und die Heilige. Roman. (Le baiser au lépreux) Insel-Bücherei 215/2, Leipzig 1928. Übers. Yvan Goll
- Die Einöde der Liebe. Roman. (Le désert de l’amour) Insel, Wiesbaden 1953. Übers. Georg Cramer
- Die Tat der Thérèse Desqueyroux. Roman. (Thérèse Desqueyroux) Insel, Leipzig 1928; wieder  Insel-Bücherei 766, Frankfurt 1985, ISBN 3-518-01636-9 Übers. Marie Dessauer
- Natterngezücht. Roman. (Nœud de vipères) 2. Aufl. Aufbau, Berlin 1980. Übers. Franz Schmal
- Fleisch und Blut. Roman. (La chair et le sang) Rowohlt, Hamburg 1955. Übers. Carl A. Weber
- Genitrix. Roman. (Génitrix) Wehrhahn, Laatzen 2000, ISBN 3-932324-08-0 Übers. Jutta Muschard
- Das Ende der Nacht. Roman. (La fin de la nuit) List, München 1956. Übers. Fritz Montfort
- Das Geheimnis Frontenac. (Le mystère Frontenac) Rowohlt, Reinbek 1989, ISBN 3-499-12522-6 Übers. Lilly von Sauter
- Das Brot des Lebens. (Le pain vivant) Kerle, Heidelberg 1955. Übers. Leopold Voelker
- Denn du kannst weinen. (Le sagouin) Goldmann, München 1956. Übers. Elisabeth Serelman-Küchler
- Die Pharisäerin. Roman. (La Pharisienne) Ullstein, Frankfurt 1958. Übers. Rudolf Caltofen
- Der Jüngling Alain. Roman. (Un adolescent d'autrefois) Ullstein, Frankfurt 1971, ISBN 3-548-02850-0 Übers. Wolfgang Teuschl
- Die Wege des Meeres. Roman. (Le chemins de la mer) E. Kaiser, Klagenfurt 1973. Übers. Udo Wolf
- Der kleine Nero. (Le Drôle, 1933) Hoch Verlag, Düsseldorf 1957. Übers. Wilhelm Maria Lüsberg

Sachbücher
- Mozart et autres écrits sur la musique. Michalon, Paris 2007, ISBN 978-2-84186-373-0
- On n'est jamais sûr de rien avec la télévision. Chroniques 1959–1964. Bartillat, Paris 2008, ISBN 978-2-84100-428-7
- La paix des crimes. Chroniques 1948–1955. Bartillat, Paris 2000, ISBN 2-84100-213-6

## Verfilmungen
- 1955: Brot des Lebens (Le pain vivant) – Regie: Jean Mousselle (nach dem gleichnamigen Roman)
- 1962: Die Tat der Thérèse D. (Thérèse Desqueyroux) – Regie: Georges Franju (frei nach dem gleichnamigen Roman)
- 1972: Le sagouin – Regie Serge Moati (nach dem gleichnamigen Roman).
- 1973: Génitrix – Regie Paul Paviot (frei nach dem gleichnamigen Roman)
- 1975: Le mystère Frontenac – Regie: Maurice Frydland (nach dem gleichnamigen Roman)
- 1979: Le baiser au lépreux – Regie: André Michel (nach dem gleichnamigen Roman)
- 1980: La pharisienne – Regie Gilbert Pineau (frei nach dem gleichnamigen Roman)
- 1980: Le nœud de vipères – Regie: Jacques Trébouta (nach dem gleichnamigen Roman)
- 1983: Un adolescent d'autrefois – Regie: André Michel (nach dem gleichnamigen Roman)
- 2012: Thérèse (Thérèse Desqueyroux) – Regie: Claude Miller (nach dem gleichnamigen Roman)